# Bezirksverwaltung der „K“ Prag
Bezirksverwaltung der 'K' Prag (Malý pitaval z velkého města) ist eine tschechoslowakische Fernsehserie, die 1982 und 1986 in zwei Staffeln gedreht wurde. Im Mittelpunkt der Krimiserie steht Hauptmann Kubát mit seinem Kriminalistenkollektiv von der Bezirksverwaltung des sechsten Prager Stadtbezirks, das in und um Prag Kriminalfälle aufklärt. In jeder Folge wird die Untersuchung einem anderen Ermittler übertragen, wobei ständig im „Kollektiv“ ermittelt wird. Neben Kubát (Ladislav Frej), gehören zum Team der Bezirksverwaltung Oberleutnant Pekař (Vlastimil Hašek), der junge Leutnant Jiří Otradovec (Michal Pešek), der äußerst „cool“ auftretende Kriminalist Unterleutnant Kamil Hamřík (Pavel Zedníček) und Oberleutnant Libor Krajíček (Jiří Krampol).
Die Folgen basieren auf echten Kriminalfällen, wobei das Spektrum der Verbrechen breit gefächert ist. Es geht sowohl um Mord, als auch um Diebstähle, Einbrüche, Drogen, Devisenvergehen oder Fahrerflucht.
Jede Episode startet im Vorspann mit einer Frühbesprechung um 7.30 Uhr, bei der sich alle Kriminalisten im Büro von Hauptmann Kubát versammeln, um zu besprechen, was in den letzten 24 Stunden im Bereich ihrer Bezirksverwaltung an Straftaten passiert ist.
Die Geschichten stammen von Jaroslav Dietl, der mit Das Krankenhaus am Rande der Stadt einen großen Erfolg feiern konnte, Regie führte Jaroslav Dudek, der auch alle 20 Folgen der von Dietl geschriebenen Krankenhausserie inszenierte. Kameramann war Jindřích Novotný. Von den 15 Folgen liefen nur 12 deutsch synchronisiert im Fernsehen der DDR und wurden später zahlreich in den Dritten Programmen wiederholt. Die Episode Der Radfahrer wurde seit DDR-Zeiten nie wieder gezeigt.

## Synchronisation
| Rollenname                       | Darsteller          | Synchronsprecher                                         |
| -------------------------------- | ------------------- | -------------------------------------------------------- |
| Břetislav Kubát                  | Ladislav Frej       | Thomas Kästner (1. Stimme), Karl Sturm (2. Stimme)       |
| Rudolf Pekař                     | Vlastimil Hašek     | Horst Kempe                                              |
| Libor Krejcárek                  | Jiří Krampol        | Rainer Büttner (1. Stimme), Wolfgang Ostberg (2. Stimme) |
| Kamil Hamřík                     | Pavel Zedníček      | Michael Narloch                                          |
| Jiří Otradovec                   | Michal Pešek        | Frank Ciazynski (1. Stimme), Rainer Doering (2. Stimme)  |
| Polizeitechniker Wintr           | Jan Faltýnek        | Michael Telloke (1. Stimme), Peter Hladik (2. Stimme)    |
| Kriminalbeamter Jaroslav Jarolím | Svatopluk Skopal    | Bernd Schramm                                            |
| Sekretärin Zuzana                | Jaroslava Brousková | Ingrid Schwienke                                         |
| Hauptmann Divíšek                | Josef Abrhám        | Frank-Otto Schenk                                        |
| Major Tichý                      | Jiří Mikota         | ?                                                        |
| Beamter in der Telefonzentrale   | Jan Vlasák          | Michael Telloke                                          |

## Episoden
Staffel 1
(Buch: Jaroslav Dietl, Leoš Jirsák)
- 01. Der Dekorateur (Aranžér)
- 02. Der Liebhaber (Milenec)
- 03. – keine deutsche Version – (Benjamínci)
- 04. Heiße Ware (Včelař)
- 05. Der Radfahrer (Cyklista)
- 06. Jupiter (Jupiter)
- 07. Der Verkaufsstellenleiter (Vedoucí partiové prodejny)
- 08. Der Mann mit dem Strumpf (Muž s punčochou)
- 09. Die Köchin (Kuchařinka)

Staffel 2
(Buch: Jaroslav Dietl, Ivan Bohata)
- 10. Krumme Touren (Majitel autoservisu)
- 11. Die Krimiautorin (Autorka detektivních povídek)
- 12. Exoten (Exoti)
- 13. Kassenknacker (Kasař)
- 14. – keine deutsche Version – (Narkomani)
- 15. – keine deutsche Version – (Valutová příhoda)